# Heimann Wolff Berend
Heimann Wolff Berend (* 29. November 1809 in Landsberg/Warthe; † 25. Juni 1873 in Berlin) war ein deutscher Chirurg und Orthopäde. Er zählt zu den Wegbereitern der wissenschaftlichen Orthopädie.

## Leben

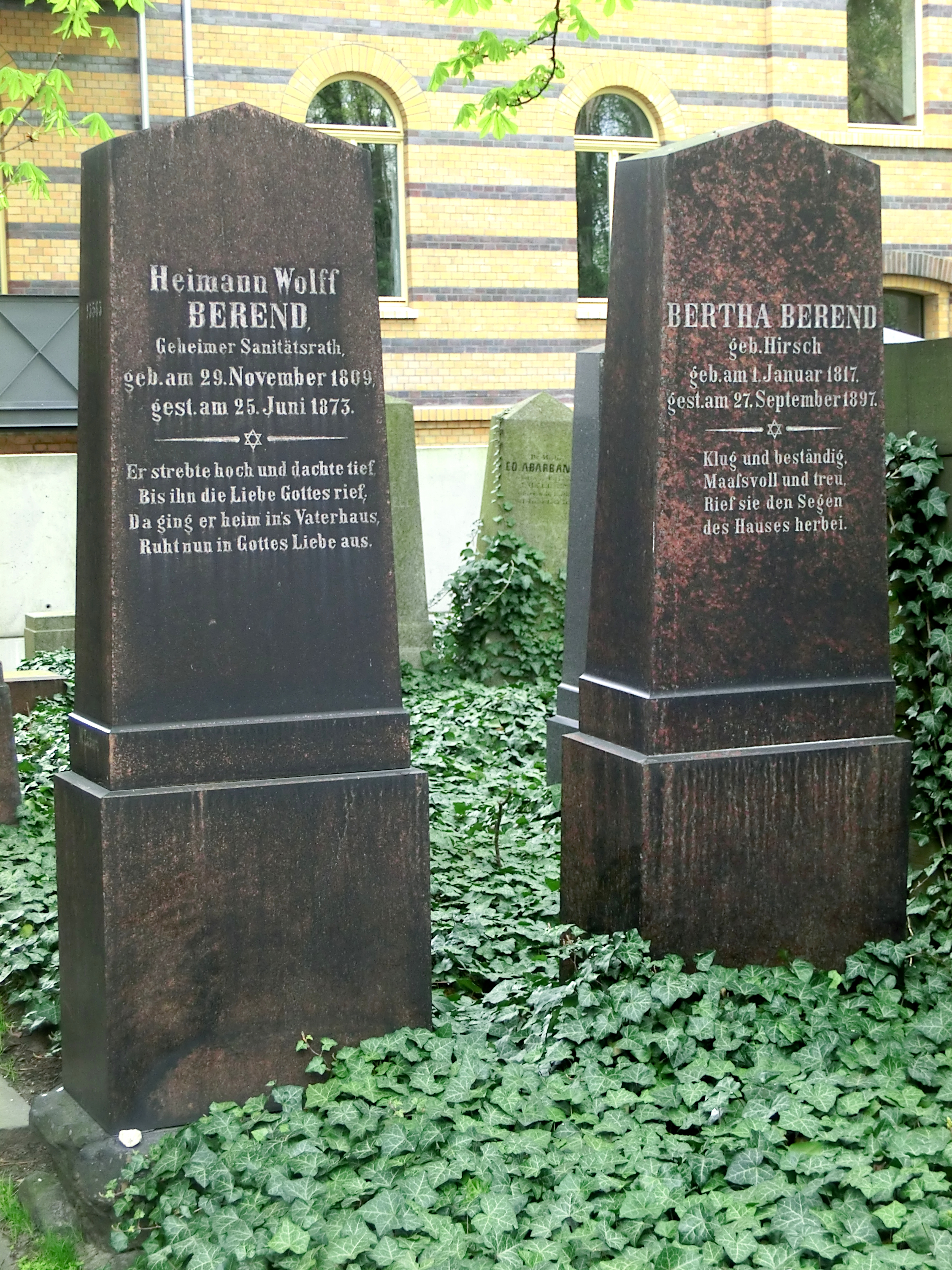
Grab von Heimann Wolff und Bertha Berend.

Heimann Wolff Berend wurde als  Sohn jüdischer Eltern in Landsberg/Warthe geboren. Mit 15 Jahren kam er nach Berlin und besuchte das Evangelische Gymnasium zum Grauen Kloster. Nach der Reifeprüfung studierte  er von 1828 bis 1832 an der Friedrich-Wilhelms-Universität (heute Humboldt-Universität)  Medizin und schloss mit der Promotion ab.  Zusammen mit Moritz Michael Eulenburg veröffentlichte er 1833 Situs sämmtlicher Eingeweide der Schädel-, Brust und Bauchhöhle.
1834 ließ er sich in Berlin als Chirurg nieder. Daneben arbeitete er von 1837 bis 1840 auch als chirurgischer Assistenzarzt unter Johann Friedrich Dieffenbach an der Charité. 1840 gründete er in Berlin ein gymnastisch-orthopädisches Heilinstitut, das er bis zu seinem Tode leitete. Bereits 1847 konnte er hier mehr als 70 Patienten stationär unterbringen. Seit 1842 verfasste Berend in zweijährigen Abständen Berichte über die Arbeit in seinem Institut. Bis 1870 erschienen so fast 300 Krankengeschichten. Als Orthopäde setzte er sowohl konservative als auch operative Verfahren ein. Er benutzte als erster Berliner Arzt 1847 die Äthernarkose und entwickelte mehrere orthopädische Hilfsapparate. In den 1850er Jahren begann er als einer der ersten Mediziner, eine systematische Sammlung von Patientenfotografien anzulegen. Die ersten Aufnahmen entstanden spätestens im Sommer 1853. Ab 1858 beauftragte er den Fotografen Leopold Haase (1831–1901) mit der Ausführung der Arbeiten. Bis 1865 hatte Berends Sammlung einen Umfang von über 1000 Abbildungen erreicht. Ab 1861 hatte er auch die Position des Leitenden Arztes der Chirurgischen Abteilung am Jüdischen Krankenhaus in der Auguststraße inne.
Berend war seit 1846/47 Mitglied der Königlichen Akademie gemeinnütziger Wissenschaften zu Erfurt.
Verheiratet war er seit 1838 mit Bertha Hirsch (1817–1897). 1841 wurde sein erster Sohn Emil (1841–1900) geboren, 1843 sein Sohn Albert (1843–1863). Heimann Wolff Berend starb 1873. Sein Grab befindet sich noch heute auf dem Jüdischen Friedhof Schönhauser Allee.

Berends Patientenfotografien
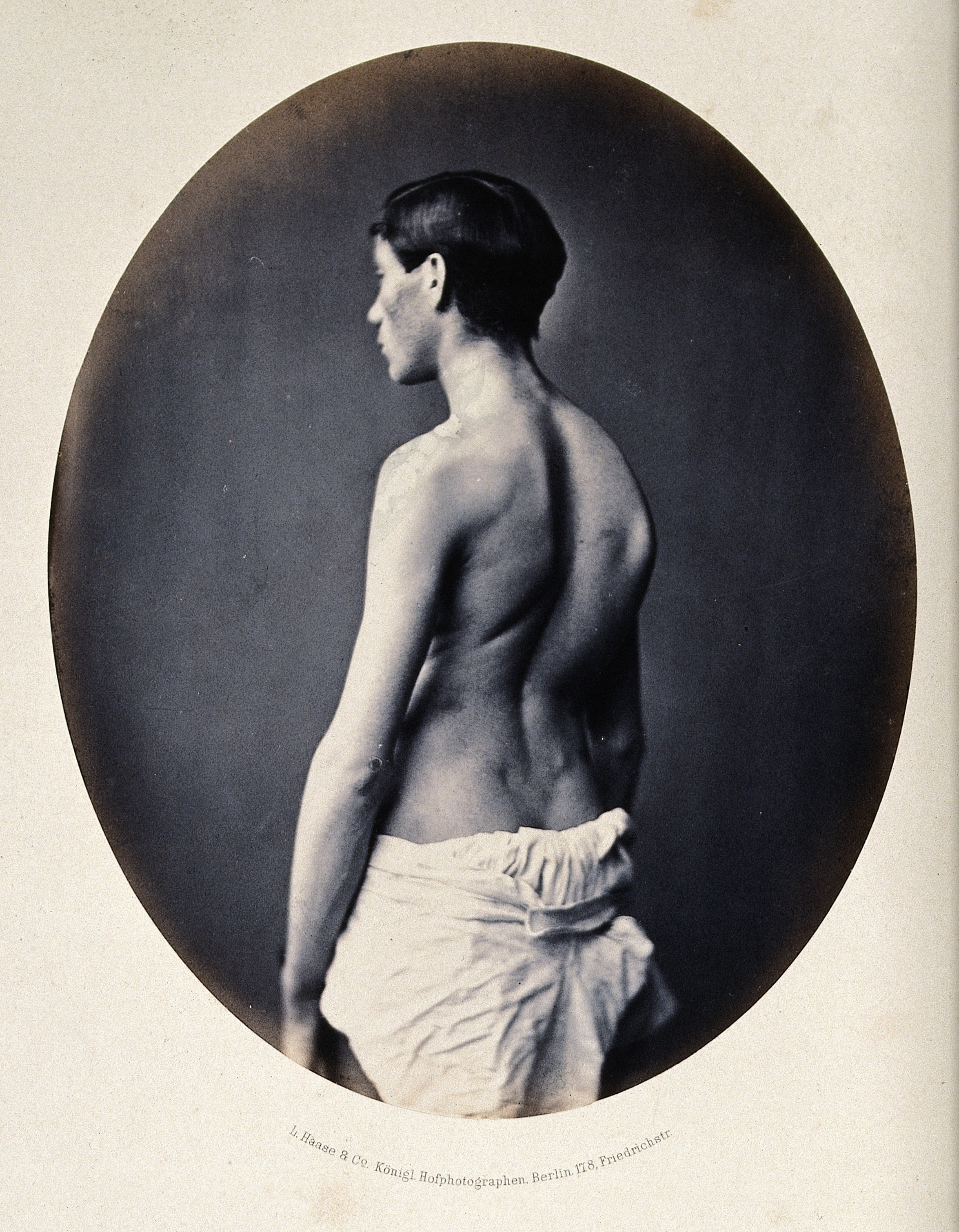
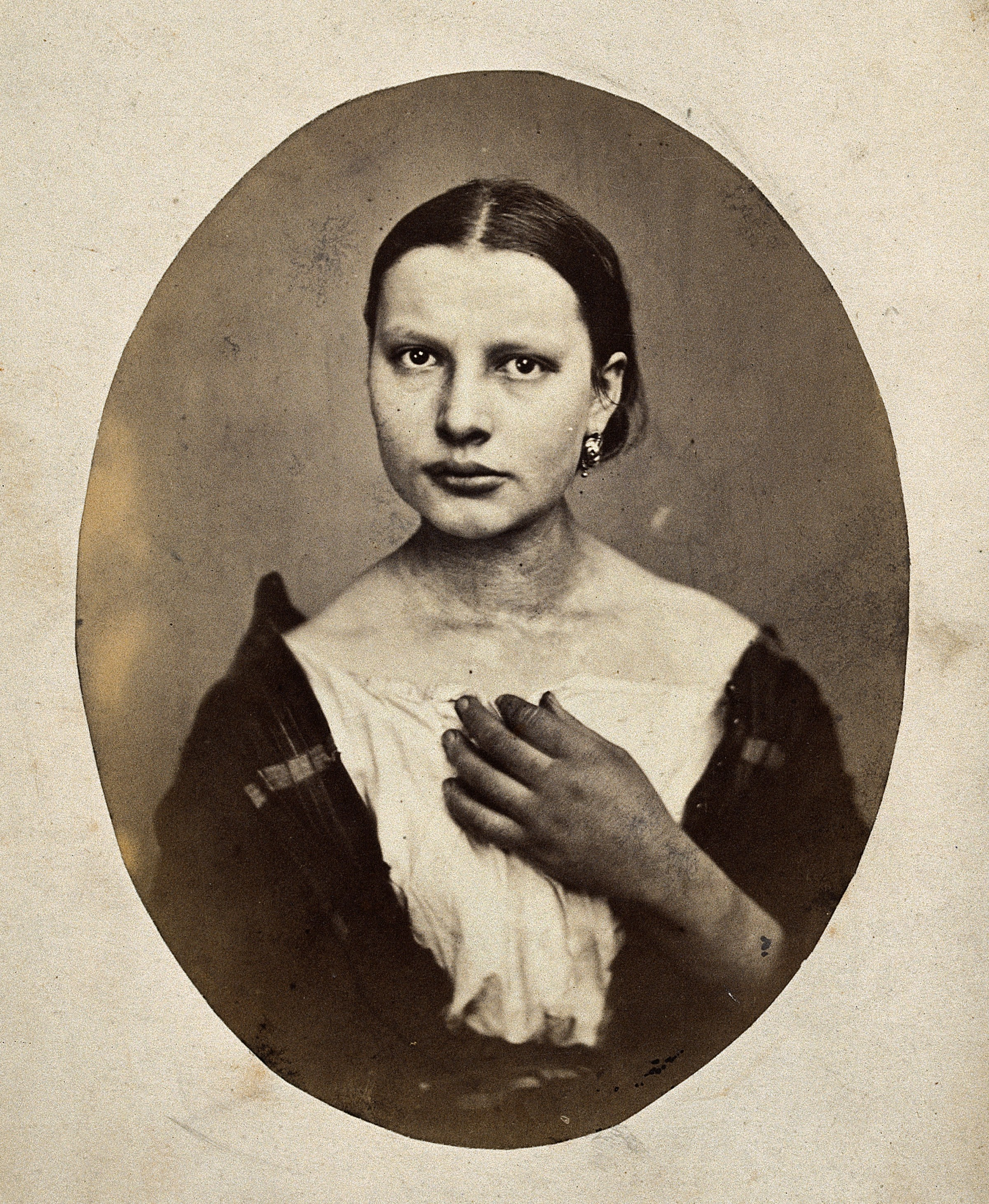
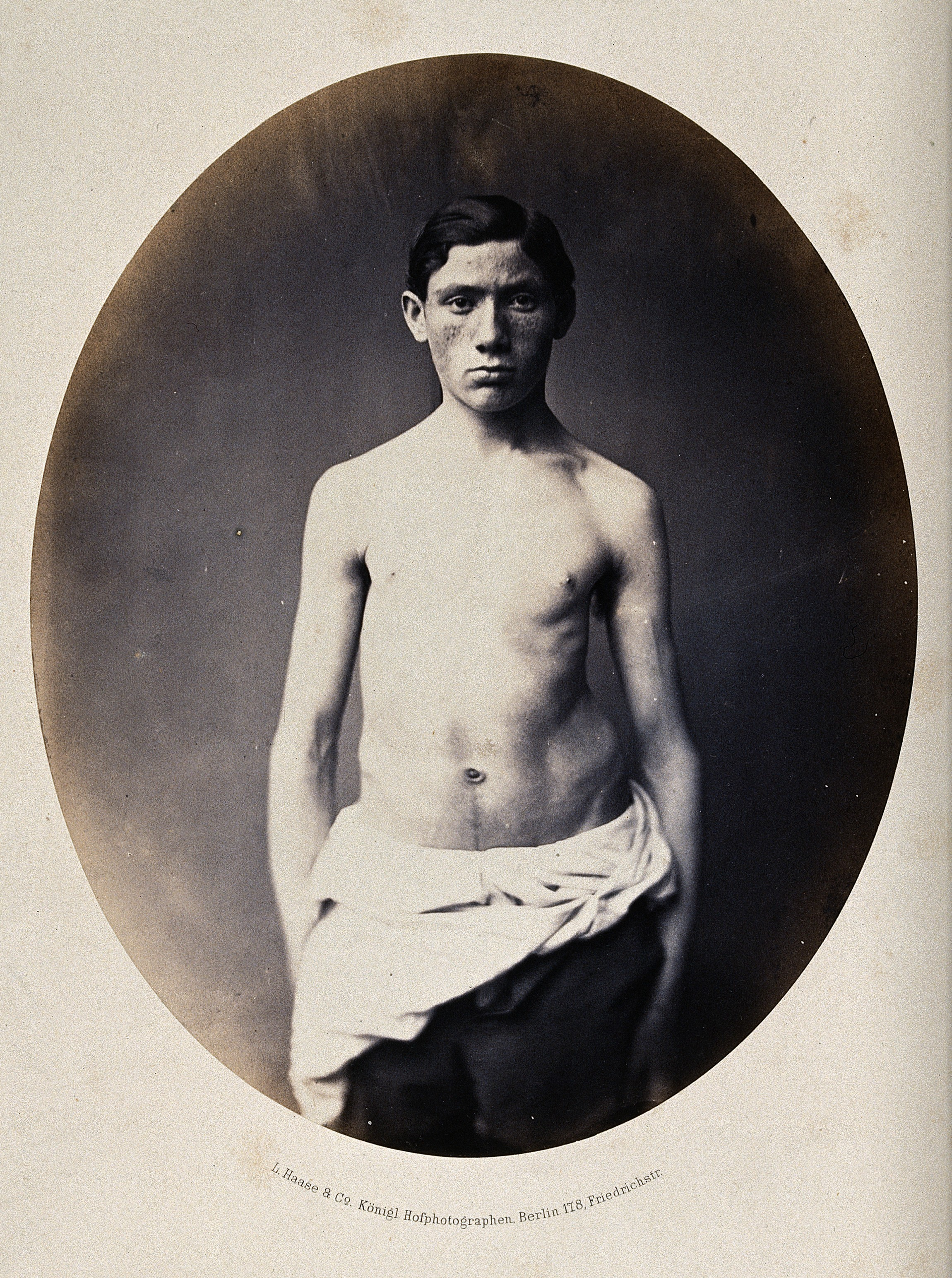
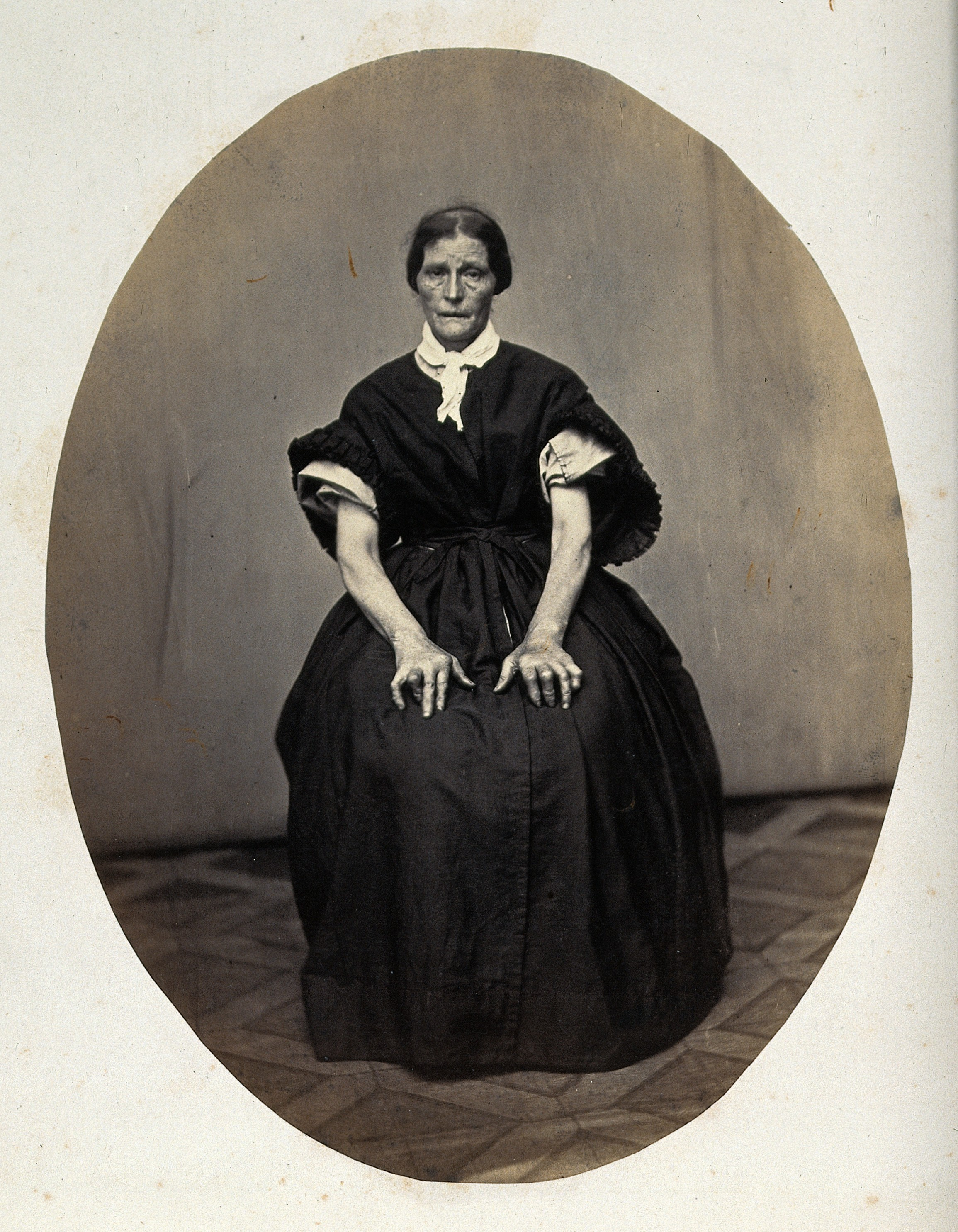
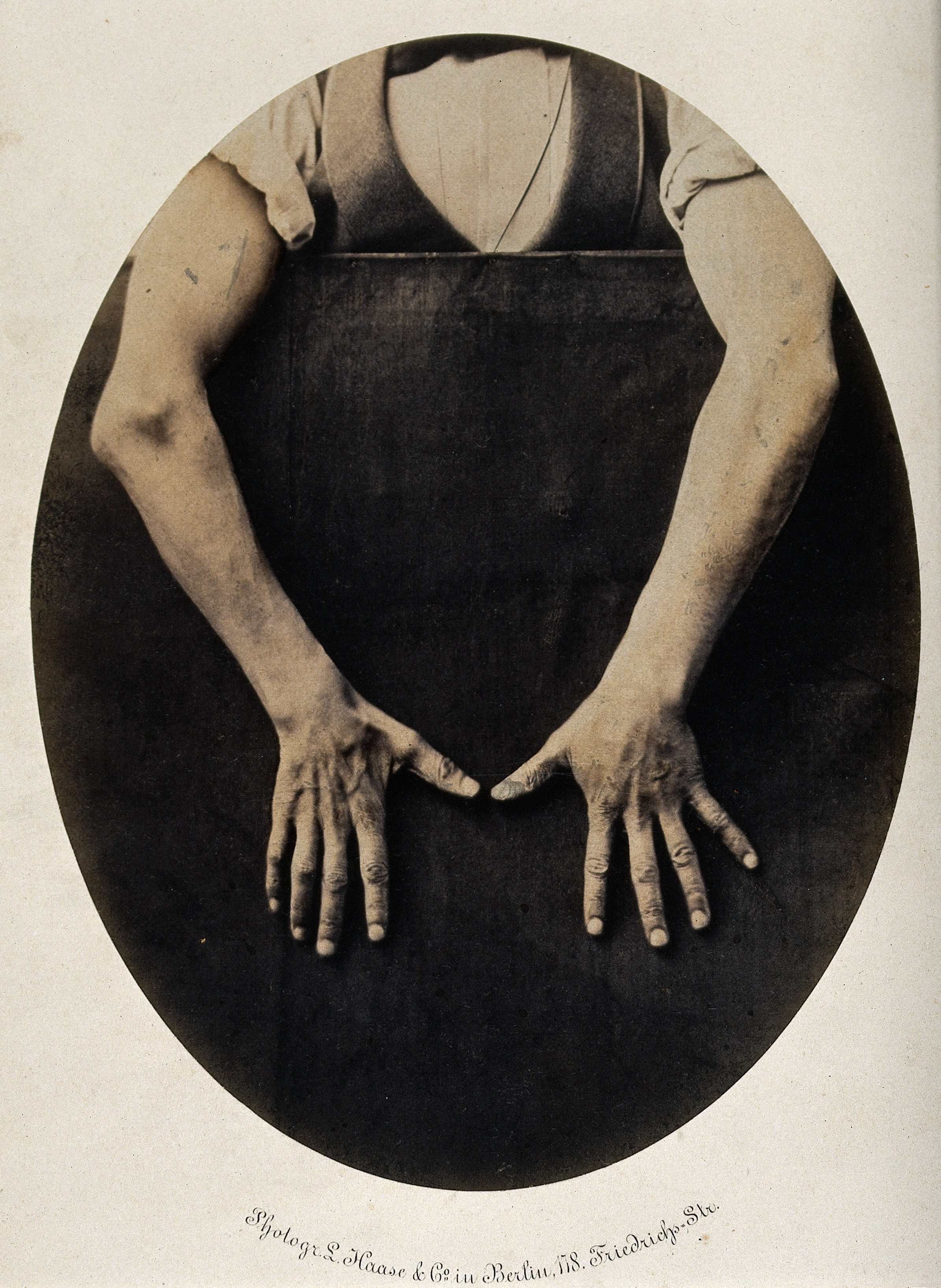
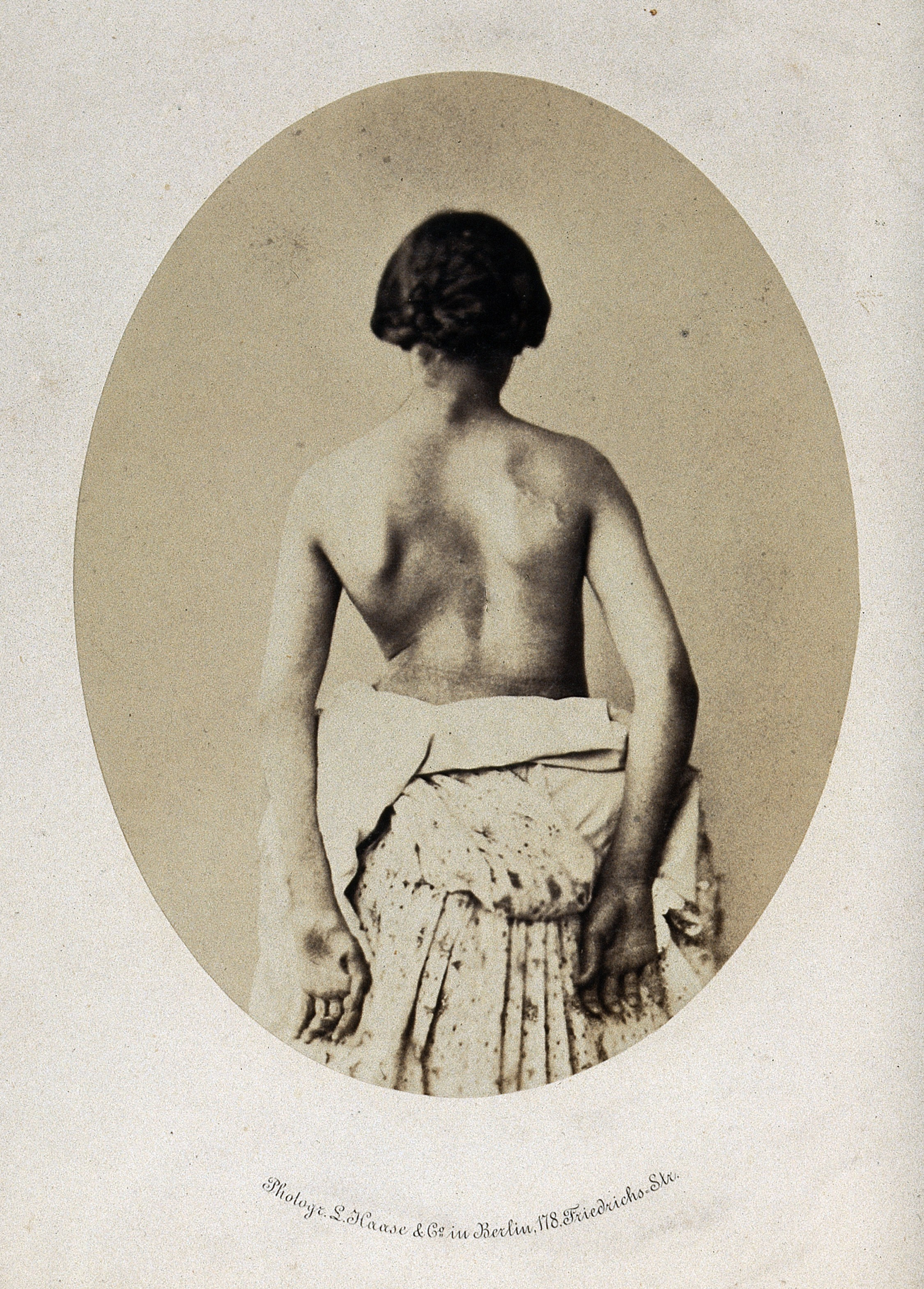

## Schriften (Auswahl)
- De cancro labiali additis observationibus tribus, Dissertation, 1832
- Beiträge zur Behandlung der Contracturen mittelst Sehnen- und Muskeldurchschneidung, J. Petsch, Berlin 1840
- Ueber die Behandlung veralteter Knie-Contracturen, A. W. Schade, Berlin 1841
- Die bisherigen Ergebnisse der Rückenmuskeldurchschneidung für die Heilung der seitlichen Rückgrathsverkrümmungen, Reimer, Berlin 1843
- Ueber die Benutzung der Lichtbilder für heilwissenschaftliche Zwecke. In: Wiener medizinische Wochenschrift 5, 1855, S. 291–293
- Die Weltausstellung zu Paris im Jahre 1855 in chirurgischer und orthopädischer Beziehung, A. W. Schade, Berlin 1856
- Ueber Necrose im Amputationsstumpfe, nebst Beschreibung eines seltenen derartigen Operationsfalles, C. Nöhring, Berlin 1859
- Zur Casuistik der Brucheinklemmung, G. Hempel, Berlin 1860
- Zur casuistischen Darlegung des gegenwärtigen Standpunktes der orthopädischen Chirurgie. In: Berliner klinische Wochenschrift 36, 1864
- Ein orthopädischer Lehr-Apparat für die Kaiserliche Russische Universität Kiew, Hirschwald, Berlin 1865
- Zur differentiellen Diagnostik der Kyphosis, Berlin 1868
- Ueber den Nutzen der Heilgymnastik zur Beseitigung der durch Verletzungen mittelst Kriegswaffen entstandenen Gebrechlichkeiten, Berlin 1871